# オモイダマ
『オモイダマ』は、関ジャニ∞の楽曲。2014年7月2日にインペリアルレコードから28作目のシングルとして発売された。

## 概要
- 前作『キング オブ 男!』から約5か月振りのリリース。
- CDは初回限定盤、通常盤の2形態で発売。
- 表題曲「オモイダマ」は、『第96回全国高等学校野球選手権大会』のテーマソングである「2014ABC夏の高校野球応援ソング」として制作された[11]。
  - 同曲は、朝日放送・テレビ朝日系『熱闘甲子園』のテーマソングとしても起用された[10]。
    - 同番組のプロデューサーである塩浜昭男は、「純粋な今の高校生の心をこの曲を通して感じとって頂けると思います。そしてこの夏、心に刻まれた『オモイダマ』が一生の宝物になればと願います」とコメントした[11]。

  - 同曲は、前述の『第96回全国高等学校野球選手権大会』の開催期間（2014年8月11日 - 8月25日）限定で、阪神甲子園球場の最寄り駅となる阪神電気鉄道『甲子園駅』の接近メロディとしても起用された[13][14]。
  - 同曲のタイトルはメンバー全員で名付けた[11]。
    - メンバーの村上信五は「『オモイダマ』とすべてカタカナにしたのは、聴く人がその意味を自由に解釈してほしいからなんです。フレーズを寄せてくれた高校生の思いを乗せた『言魂（ことだま）』、高校球児が懸命に追いかける『白球』に込めた思い、高校野球を支えるすべての方々が持つ球児への思いなど、イメージを膨らませてもらえるとうれしいです」とコメントした[11]。

  - 同曲は、高校生から「"夢に向かって"頑張る人へ、支えてくれるあの人へ　今届けよう、あなたの想い（言葉、気持ち）」というテーマで歌詞のフレーズが募集され[15]、約6000通の応募の中から16種類のフレーズが1番と2番の歌詞に盛り込まれた[11]。
  - 同曲には、「高校生スペシャル管楽器隊」と題した高校生の管楽器プレーヤーが募集され[16]、オーディションを突破した全国の高校生管楽器プレイヤー約30人が同曲のレコーディングに参加した[10]。
  - 2020年5月25日、ジャニーズ事務所による新型コロナウイルス「COVID-19」の感染拡大防止のため医療従事者を支援するプロジェクト「Smile Up! Project」の一環として、『いま伝えたいオモイ』と題し、同曲をリモートによって歌唱した動画が公開された[17]。
    - メンバーの安田章大は「当時の高校生が送ってくれた歌詞に元気や勇気をもらい、背中を押されることがよくある。今はこんなに悔しい世の中で前をみれない気持ちがよくわかる。けど僕たちには必ず明るい未来が待ってる。その希望を僕たちらしく今だからこそ伝えよう」と披露に至った経緯を説明した[17]。

  - 2024年発売の11thアルバム『SUPER EIGHT』にて、東京スカパラダイスオーケストラによる同曲のリアレンジおよびコラボバージョンが収録された[18][19]。
- その他、全形態共通のカップリングとして「純情恋花火」、通常盤のカップリングとして「まだ見ぬ地図」と、表題曲「オモイダマ」と27thシングル「キング オブ 男!」のブラスバンドのインストゥルメンタルバージョンを収録[20]。
- 初回限定盤の特典DVDには、表題曲「オモイダマ」のミュージック・ビデオとメイキング映像を収録。
  - 同MVは神奈川県横浜市西区にある大さん橋で撮影された。
- 本作のジャケット写真は、表題曲のタイアップに併せ、阪神甲子園球場で撮影された[11]。
- 本作の初回限定盤と通常盤を、CDショップの店頭（ECサイト、ネット販売除く）で2種同時購入すると、先着で「オモイダマ」と「キング オブ 男!」のブラスバンド譜『オモイダマ フォトブック』が配布された[12]。
- 2024年1月1日、デビュー20周年を記念し、過去にリリースされた全楽曲が各種音楽ダウンロードサービス、サブスクリプションサービスで配信されることに伴い、表題曲「オモイダマ」がベストアルバム『GR8EST』の収録曲、同年1月24日には同曲がアルバム『関ジャニズム』およびシングル『Re:LIVE』の収録曲[注 1]として配信開始され、同年1月31日には本作の全収録曲の配信も開始された[21][22][23]。

### 各形態概要
| 曲名                               | 形態 | 形態 |
| 曲名                               | 初回 | 通常 |
| ---------------------------------- | ---- | ---- |
| 純情恋花火                         | ○    | ○    |
| まだ見ぬ地図                       | ×    | ○    |
| オモイダマ (ブラスバンドver.)      | ×    | ○    |
| キング オブ 男! (ブラスバンドver.) | ×    | ○    |

| 特典内容                        | 形態       |
| ------------------------------- | ---------- |
| オモイダマ フォトブック         | 全形態     |
| 特典DVD（詳細は#特典DVDを参照） | 初回限定盤 |
| 16P歌詞ブックレット             | 通常盤     |

## 販売形態
- 発売日：2014年7月2日
  - 初回限定盤（TECI-852：CD+DVD）
  - 通常盤（TECI-853：CD）
    - 16P歌詞ブックレット封入
- 発売日：2015年7月1日
  - 通常盤：再発売（JACA-5544：CD）
    - 自身の所属レコード会社を『テイチクエンタテインメント』から『INFINITY RECORDS』へ移籍したため、INFINITY RECORDSより再発売。
- 発売日：2019年7月12日
  - 通常盤：十五催ハッピープライス盤（JSNC-1528：CD）
    - 自身の配信アプリ『関ジャニ∞アプリ』対応のため、15%オフでの再発売。
- 発売日：2024年1月31日
  - 配信作品
    - デビュー20周年を記念した音楽ダウンロードサービスおよびサブスクリプションサービスでの配信[21][22][23]。

## チャート成績

### シングルチャート順位
- オリコンチャート
  - 初週168,866枚を売り上げ、2014年7月14日付の「オリコン週間 CDシングルランキング」で週間1位を獲得した[1][2]。
    - 15作連続、通算23作目のシングル1位となった[1]。

  - 累計191,634枚を売り上げ、2014年7月度「オリコン月間 CDシングルランキング」で月間3位を獲得した[3]。
  - 累計207,240枚を売り上げ、2014年度「オリコン年間 CDシングルランキング」で年間31位を獲得した[4]。
- Billboard JAPAN
  - 2014年7月9日公開の「Billboard JAPAN Top Singles Sales」で週間1位を獲得した[6]。
  - 2014年度「Billboard Japan Top Singles Sales Year End」で年間16位を獲得した[8]。

### 各曲チャート順位
- Billboard JAPAN
  - 2014年7月9日公開の「Billboard Japan Hot 100」で表題曲「オモイダマ」が週間1位を獲得した[5]。
  - 2014年度「Billboard Japan Hot 100 Year End」で表題曲「オモイダマ」が年間35位を獲得した[9]。
  - 2024年1月10日公開の「Billboard Japan Download Songs」で表題曲「オモイダマ」が週間93位を獲得した[7][注 2]。

## 収録曲

### CD
※「まだ見ぬ地図」以降、通常盤・配信作品のみ収録。
1. オモイダマ - [4:57]
作詞：松原さらり
作曲：南田健吾
編曲：大西省吾
ブラスアレンジ：YOKAN
  - 2014ABC夏の高校野球応援ソング[11]
  - 朝日放送・テレビ朝日系『熱闘甲子園』テーマソング[10]
  - 阪神電気鉄道『甲子園駅』接近メロディ[13]
  - 当時メンバーの渋谷すばるのカバーアルバム『歌』にて同曲の渋谷のソロバージョンを収録[24]。
  - 44thシングル『Re:LIVE』通常盤にて5人で再録したバージョンを収録[25]。
  - 2018年7月7日、日本テレビ系『THE MUSIC DAY』にて同曲を披露し、渋谷の脱退に伴い、渋谷を含む7人での客前ステージで披露された最後の楽曲となった[26]。
  - 2020年5月25日、ジャニーズ事務所による新型コロナウイルス「COVID-19」の感染拡大防止のため医療従事者を支援するプロジェクト「Smile Up! Project」の一環として、同曲をリモートによって歌唱した動画が公開された[17]。
  - 11thアルバム『SUPER EIGHT』にて、東京スカパラダイスオーケストラによる同曲のリアレンジおよびコラボバージョンが収録された[18][19]。
2. 純情恋花火 - [4:30]
作詞・作曲：平義隆
編曲：久米康嵩
3. まだ見ぬ地図 - [4:48]
作詞・作曲：Agree2
編曲：高橋浩一郎
4. オモイダマ (ブラスバンドver.)
作曲：南田健吾
編曲：YOKAN
  - 表題曲のブラスバンドバージョン
5. キング オブ 男! (ブラスバンドver.)
作曲：TAKESHI
編曲：YOKAN
  - 27thシングルのブラスバンドバージョン

### 特典DVD（初回限定盤）
| #         | タイトル                       | 作詞  | 作曲・編曲 | 時間  |
| --------- | ------------------------------ | ----- | ---------- | ----- |
| 1.        | 「オモイダマ」(Music Clip)     |       |            | 5:00  |
| 2.        | 「オモイダマ」(メイキング映像) |       |            | 15:15 |
| 合計時間: | 合計時間:                      | 20:15 |            |       |

## 参加ミュージシャン
※アルバム『関ジャニズム』および『SUPER EIGHT』のクレジットより。
オモイダマ
- Drums / Conga / Wind Chime：濵﨑大地
- E.Bass：前原利次
- Strings：RUSH by 加藤高志
- Brass：YOKAN / 高校生スペシャル管楽器隊
- E.Guitar / A.Guitar / all other instruments：大西省吾

オモイダマ jam with 東京スカパラダイスオーケストラ
- Trumpet：NARGO（東京スカパラダイスオーケストラ）
- Trombone：北原雅彦（東京スカパラダイスオーケストラ）
- Tenor Sax：GAMO（東京スカパラダイスオーケストラ）
- Baritone Sax：谷中敦（東京スカパラダイスオーケストラ）
- Guitar：加藤隆志（東京スカパラダイスオーケストラ）
- Bass：川上つよし（東京スカパラダイスオーケストラ）
- Keyboards：沖祐市（東京スカパラダイスオーケストラ）
- Percussion：大森はじめ（東京スカパラダイスオーケストラ）
- Drums：茂木欣一（東京スカパラダイスオーケストラ）
- Recording Engineer：大竹悠太

## 収録作品

### アルバム
オモイダマ
- 7thアルバム『関ジャニズム』
- 渋谷ソロ1stカバーアルバム『歌』（通常盤）

※渋谷のソロバージョンを収録。
- 2ndベストアルバム『GR8EST』
- 配信限定アルバム『関ジャニ∞のいろは』

※5人の再録バージョンおよび1ハーフバージョンを収録。
- 配信限定アルバム『関ジャニ∞のいろは2023』

※5人の再録バージョンおよび1ハーフバージョンを収録。
- 11thアルバム『SUPER EIGHT』（通常盤）

※東京スカパラダイスオーケストラとのコラボおよび5人の再録バージョン「オモイダマ jam with 東京スカパラダイスオーケストラ」を収録。

純情恋花火
- 2ndベストアルバム『GR8EST』（201∞限定盤 特典CD）

※メドレーの1曲として収録。

### シングル
オモイダマ
- 32ndシングル『強く 強く 強く』（初回限定盤）

※リミックス音源を収録。
- 44thシングル『Re:LIVE』

※5人の再録バージョン「オモイダマ -Re:8EST Edition-」を収録。

### 映像作品

#### ライブ映像
オモイダマ
- 11thライブDVD/Blu-ray『十祭』
- 12thライブDVD/Blu-ray『関ジャニズム LIVE TOUR 2014≫2015』
- 渋谷ソロ1stライブDVD/Blu-ray『記憶 〜渋谷すばる/1562』『記憶 〜渋谷すばる/LIVE TOUR 2015』

※渋谷がソロで披露。
- 渋谷ソロ2ndライブDVD/Blu-ray『渋谷すばる LIVE TOUR 2016 歌』

※渋谷がソロで披露。
- 16thライブDVD/Blu-ray『関ジャニ'sエイターテインメント』
- 18thライブDVD/Blu-ray『関ジャニ'sエイターテインメント GR8EST』
- 43rdシングル『crystal』（期間限定-多謝台湾-盤 特典DVD）
- 10thアルバム『8BEAT』（初回限定 -Road to Re:LIVE- 盤 特典DVD）
- 20thライブDVD/Blu-ray『KANJANI'S Re:LIVE 8BEAT』（完全生産限定-Road to Re:LIVE-盤 特典DVD/Blu-ray）
- 21stライブDVD/Blu-ray『KANJANI∞ STADIUM LIVE 18祭』

※初回限定盤Bの特典DVD/Blu-rayにも収録。
- 50thシングル『アンスロポス』（初回限定「炎」盤 特典Blu-ray/DVD）
- 東京スカパラダイスオーケストラ 6thベストアルバム『NO BORDER HITS 2025→2001 〜ベスト・オブ・東京スカパラダイスオーケストラ〜』（CD+Blu-ray盤・CD+DVD盤・ファンクラブ限定盤 特典Blu-ray/DVD）

※東京スカパラダイスオーケストラとのコラボレーションを収録。
- 23rdライブBlu-ray/DVD『超ARENA TOUR 2024 SUPER EIGHT』

※完（CAN）全生産限定盤・初回限定盤の『SUPER EIGHTアプリ』限定配信特典にも収録。

純情恋花火
- 11thライブDVD/Blu-ray『十祭』
- 17thライブDVD/Blu-ray『関ジャニ'sエイターテインメント ジャム』
- 50thシングル『アンスロポス』（初回限定「冬」盤 特典Blu-ray/DVD）

#### ミュージック・ビデオ
オモイダマ
- 2ndベストアルバム『GR8EST』（完全限定豪華盤 特典DVD）